# Reiley
Рани Петерсен (дат. Rani Petersen; род. 24 ноября 1997, Торсхавн, Фарерские острова, Дания), известный как Reiley — фарерский певец и блогер. В 2023 году выиграл национальный конкурсный отбор для представления Дании на Евровидении в Ливерпуле с песней «Breaking My Heart».

## Карьера

### Песни в TikTok и обвинения в использовании автотюна
Петерсен прославился исполнением каверов на существующие песни в TikTok, набрав более 10 миллионов подписчиков.
Его неоднократно обвиняли в чрезмерном использовании автотюна, который изменяет голос и тембр пения. Также многие считают, что его популярность обусловлена исключительно маркетинговыми усилиями лейбла, при том что сам Петерсен выстроил имидж независимого артиста. Reiley отрицает эти обвинения, считая, что их распространяют интернет-тролли.

### Победа на Dansk Melodi Grand Prix и участие в Евровидении
Reiley был объявлен одним из участников Dansk Melodi Grand Prix 2023, датского национального отбора на Евровидение 2023, с песней «Breaking My Heart». Однако было обнаружено, что он исполнил эту песню на корейском фестивале Slow Life Slow Live в Сеуле в 2022 году, что является нарушением правил конкурса, так как к участию допускаются только новые песни, созданные специально для Евровидения. Reiley грозила дисквалификация, но несмотря на это, позже было подтверждено, что он не будет дисквалифицирован и примет участие в конкурсе. Он выиграл национальный отбор, став первым участником с Фарерских островов, добившимся этого, поэтому получил право представлять Данию на Евровидении-2023 в Ливерпуле.

## Дискография

### Альбомы
| Год  | Название альбома |
| ---- | --- |
| 2021 | BRB, Having an Identity Crisis - Выпущен: 27 октября 2021 - Лейбл: Atlantic Records - Формат: стриминг, цифровая дистрибуция |

### Синглы
| Год                                                  | Название          | Наивысшая позиция в чарте | Название альбома               |
| Год                                                  | Название          | Дания (Tracklisten)       | Название альбома               |
| ---------------------------------------------------- | ----------------- | ------------------------- | ------------------------------ |
| 2021                                                 | You               | –                         | BRB, Having an Identity Crisis |
| 2021                                                 | Superman          | –                         | BRB, Having an Identity Crisis |
| 2021                                                 | Strange Love      | –                         | BRB, Having an Identity Crisis |
| 2021                                                 | Let It Ring       | –                         | –                              |
| 2022                                                 | Blah Blah Blah    | –                         | –                              |
| 2022                                                 | Moonlight         | –                         | –                              |
| 2023                                                 | Breaking My Heart | 31                        | –                              |
| «–» означает, что сингл не был включен в данный чарт |                   |                           |                                |